# AOA 지민의 민아 괴롭힘 사건
AOA 지민의 민아 괴롭힘 사건은 2020년 7월 3일, AOA의 전 멤버인 권민아가 자신의 인스타그램을 통해 연습생 때부터 10년 2개월 동안 자신을 괴롭힌 사람이 있다고 밝혔다. 그후 2020년 7월 4일, 지민으로부터 괴롭힘을 당한 사실이 밝혀진 사건이다. 권민아가 지민의 사과를 수용했음을 알리면서 사건이 커졌고, 다음날 지민은 그룹을 탈퇴, 모든 연예 활동을 중단했다.

## 상세

### 권민아의 폭로 이전
스스로 AOA를 탈퇴한 권민아는 5월 31일부터 "왼팔이 저리다"의 게시물을 인스타그램에 올린 적 있었다. 6월 2일에는 일기장이 있는 사진에 왼손 손목에 짤막하게 흉터 자국이 보여졌다는 것이고, 이로 인해 '자해를 한 흔적이 아닌가'하는 우려를 제시했으며, 현재는 삭제되었다.
사건 발단 전날 (7월 2일)에는 화장품을 사용한 뒤 접촉성 피부염 진단을 받았다고 밝혔다. 사건 당일 (7월 3일)에 처음으로 폭로 게시물이 올라오기 몇 시간 전에 사진 촬영 스케줄을 취소했고 화장품은 환불받기로 했으며 심란한 상태를 보여주었다.

### 권민아의 폭로
2020년 7월 3일부터 권민아는 인스타그램에 글을 올리며 AOA의 특정 멤버로부터 각종 정신적 괴롭힘을 당했다고 폭로했다.
또한 해당 글이 올라온 이후 지민은 자신의 인스타그램 스토리에 '소설'이라고 적힌 글을 게시한다. 이후 권민아의 반응은 이렇다. 이는 권민아가 주장하는 것이 모두 거짓말이라는 뜻이다. 이 게시물을 통해서 'AOA 언니'가 지민이라는 것이 확실시되었으며, 게시물을 통해 민아는 연습생 때부터 11년 동안 지민이 자신에게 욕설과 폭언을 가하는 괴롭힘을 가했으며 끝내 AOA를 탈퇴했고 극단적인 선택을 시도했으며 정신 질환까지 생겼다고 주장했다.
이후 7월 4일 오후 6시 30분에 지민이 인스타그램에 사과문을 올렸다. 요약하면 지민이 사과를 명목으로 찾아왔으나 그 과정에서 과격한 행동 등이 있었고 자신의 과오를 기억하지 못하는 모습을 보였으며, 그나마도 자신의 아버지 장례식장 때 해소된 것으로 생각하고 있었다고 한다. 때문에 권민아는 지민의 사과를 온전히 받아들이지는 못했으나 더 이상 사태가 확산되는 것을 원하지 않기에 일단은 사과를 받아들이기로 했다는 것이다. 갈등을 완전히 봉합하는 것은 어렵지만, 어찌 되었든 이 사건은 일단락된 것으로 보였다.
하지만 최초 피드를 올렸을 당시 가장 중요한 부분인 당사자이자 피해자인 권민아에게 사과한다는 표현이 제대로 없었으며, 댓글 기능이 제한되어 있었다.
이에 대해 권민아가 사과문에 있는 정황 서술조차 사실이 아니며 지민이 숙소에서 남자와 성관계를 했다고 주장하면서 매우 위험해보일 수 있는 글을 올렸다.

### 권민아의 재폭로와 FNC의 만행 폭로
8월 6일 권민아가 다시 봉합 치료를 받은 손목 사진을 올렸으며, 이어 전 소속사 FNC의 무심함과 그간 해 온 만행들도 폭로하였다. 그리고 8월 8일 SNS에 왼쪽 손목을 자해하여 피투성이가 된 충격적인 사진을 업로드하여 국내 팬, 해외 팬들에게 큰 충격에 빠뜨렸다.
마지막으로 8월 11일 권민아는 마지막 글을 올렸으며, 그 다음날인 8월 12일에 권민아의 인스타그램 계정을 탈퇴했다.

### 사건 전후 멤버들과 민아 간 관계
사건이 일단락된 7월 15일, 민아가 설현, 찬미의 팔로우를 취소한 게 확인되었고, 권민아는 유일하게 초아와 유경만 팔로잉한 상태로 남아있었다.
사건 이후 8월 6일, 권민아는 유나와 혜정의 인스타도 팔로우를 취소했고, 8월 8일 올린 글에서는 신지민, 한성호, 설현 3인을 명확히 지목한 상태이다.

### 그 후
2021년 12월 1일 부산경찰청은 권민아 괴롭힘 사건에 대하여 검찰에 송치하였다.

## 대응
입장문에 대한 반응은 긍정적이었으며, 이후 '권민아의 극단적 선택을 암시'한 글이 올라온 뒤 인스타그램 글에 '(권민아는) 회사 매니저와 지인 분들과 만났습니다. 걱정 안 하셔도 됩니다.'라는 댓글을 남겼다.
FNC 엔터테인먼트는 부실한 입장문으로 회사 설립 이래의 최악의 비난을 받았다. 7월 5일 0시에는 입장문을 통해 해당 사건에 대해 사과의 뜻을 전하며, "이 시간부로 지민은 AOA를 탈퇴하며, 일체의 모든 연예 활동도 중단한다"고 발표했다.

## 같이 보기
- AOA
- 집단 괴롭힘
- 신지민
- 권민아